# Microregione di Gerais de Balsas
Gerais de Balsas è una microregione dello Stato del Maranhão in Brasile, appartenente alla mesoregione di Sul Maranhense.

## Comuni
Comprende 5 comuni:
- Alto Parnaíba
- Balsas
- Feira Nova do Maranhão
- Riachão
- Tasso Fragoso

| Controllo di autorità | VIAF (EN) 4381150325534010090004 |